# Schloss Malching

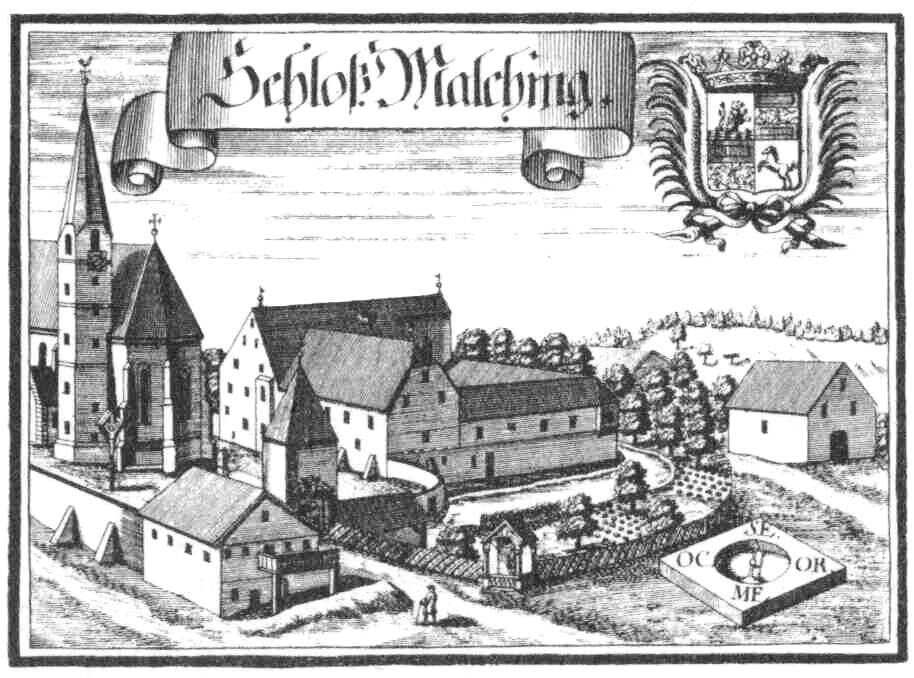
Schloss Malching nach einem Stich von Michael Wening von 1721

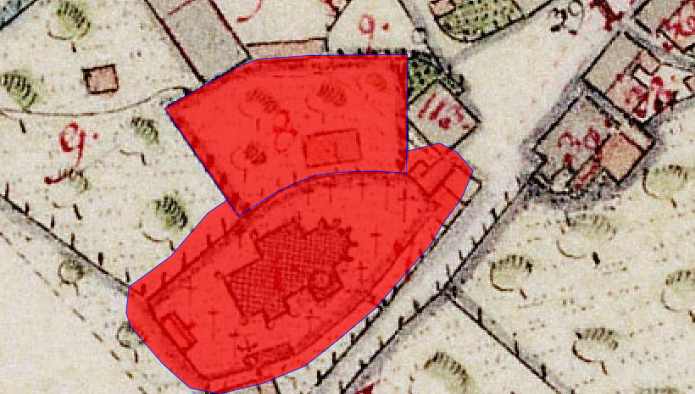
Lageplan von Schloss und Wehrkirche Malching auf dem Urkataster von Bayern

Das abgegangene Schloss Malching befand sich in der niederbayerischen gleichnamigen Gemeinde im Landkreis Passau. Das teilweise von einem Wassergraben umgebene Schloss lag in unmittelbarer Nähe der Wehrkirche Malching, die mit Mauer und Turm eine zugehörige Befestigungsanlage bildete. Die Anlage wird als Bodendenkmal unter der Aktennummer D-2-7645-0157 im Bayernatlas als „untertägige mittelalterliche und frühneuzeitliche Befunde im Bereich des ehem. Schlosses von Malching“ geführt. 

## Geschichte

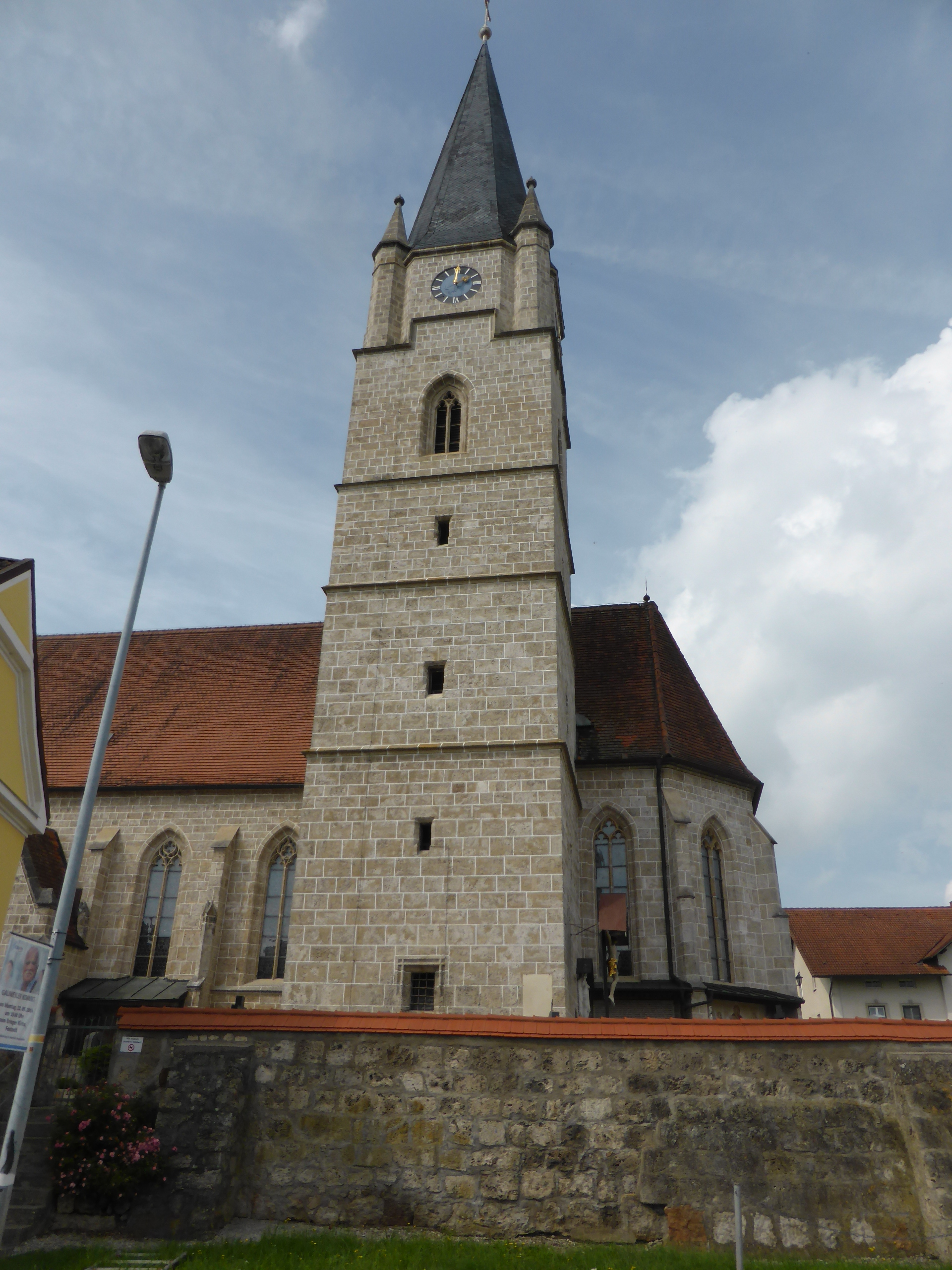
Pfarrkirche Malching mit Teilen der früheren Mauer

1380 wurde hier ein Sitz, genannt das Kollmannslehen, erwähnt. Dieser wurde von Jakob den Kolb vor dem Berg an Ulrich Fronhammer, Pfleger zu Erneck, verkauft. Bei dem Besitz handelte es sich um ein Lehen des Domkapitels Freising.
Dieser erste Sitz dürfte noch längere Zeit weiterbestanden zu haben. 1500 wird ein Christoph Graßlreuter zu Malching genannt und des Christoffen Grasslreuter gelassene Witib daselbs. 1502 erscheint der Sitz bei Margaratha Grasslreuter, die diesen ihrem Vater überließ. Da ihre Mutter eine geborene Karpfheimer war, muss der Sitz in der zweiten Hälfte des 15. Jahrhunderts im Besitz der Karpfheimer gewesen sein. Margaretha war zum zweiten Mal mit dem Freisinger Amtmann Gilg Gaßner verheiratet. 1521 verkaufen sie und ihr Mann eine Gilt an die Brüder Baumgartner zu Frauenstein. 1537 ist der Sitz ganz an die Baumgartners gekommen und wird in der Folge nicht mehr genannt. 1615 wird aber das Gassnergut an Martin und Christine Widmann vertauscht. 1674 hat es dann der Sattler Martin Halbenstein inne. 1692 wird es zu Erbrecht dem Bartholomäus Taubenböck, Bauer auf dem Sattlergut zu Malching, vergeben.
Der Käufer Ulrich Fronhammer erbaute sich hingegen neben der Kirche von Malching 1415 ein eigenes Schlösschen, d. h. einen zweiten Sitz zu Malching. Seit 1448 ist Malching eine Hofmark. In den nächsten Jahrhunderten sind die Fronhammer lückenlos auf Malching nachweisbar; erwähnt werden Pankraz der Fronheimer (1438), Gilg und Christoph die Fronhamer (1468), Lucas Fronhamer (1500, 1503), Hans Fronhamer (ca. 1542, 1560), Ludwig Fronhamer (1596). Der letzte der Fronhamer war Achatzius Fronhamer. Dieser verkaufte das Schloss an die B(P)aumgartner zu  Ering, und zwar das Schloss samt Wassergraben, Holz, Wiesen, Weingärten, Bräuhaus, grundbar dem Domkapitel Freysing an Wolf Paumgarten zu Ering, der mit einer Elisabeth, einer Schwester des Fronhamers verheiratet war. Im Dreißigjährigen Krieg wurde auch das Schloss Malching verwüstet. Danach wurde der baufällige Herrensitz wieder instand gesetzt.
Am 12. März 1734 bat das Domkapitel den Kurfürsten Carl Albrecht, die Hofmark an die Erben der Baumgartner zu verkaufen, diesem Ansinnen wurde bereits am 30. März 1734 vom Landesherren zugestimmt.
Das Schloss Malching wurde von den Baumgartnern 1750 abgebrochen und das anfallende Material für den Ausbau von Schloss Ering verwendet und z. T. auch zum Pfarrhofneubau. 1932 wurde als letzter Rest auch das Malchinger Totengräberhäusl niedergelegt. Diese Hausstatt gehörte einst zum Fronhamerschen Schloss Malching. Als Abschluss der Schloss- und Friedhofbefestigung hatte das Totengräberhaus in der ganzen Westwand keine Fenster, sondern vier halbkreisförmige Gucklöcher. Noch 1793 nannten sich die Baumgartner zu Ering und auch Herren von Malching. Die Grundherrschaft der Paumgartner dauerte in Malching bis zum Revolutionsjahr 1848.

## Aussehen von Schloss Malching
Nach dem Stich von Michael Wening von 1721 bestand das Schloss aus einem geschlossenen Gevierthof. Die ursprünglich hohe Ringmauer, die den Friedhof umgab, war mit Schlüsselscharten und einem Wehrgang versehen. Um das Schloss lief ein breiter Graben, der mit Wasser gefüllt war. Die Kirchhofbefestigung stand mit dem Schloss in Verbindung, so dass sich ein gemeinsam ummauerter Bereich ergab. Beim Ortsausgang des Friedhofs stand ein Torturm, auch an der Westseite war das Tor mit einem Turm gesichert. Aus den Schlossresten ist u. a. das heutige Pfarrhaus errichtet worden.
Die heute straßenseitige Mauer um die Kirche lässt die frühere Befestigungsanlage noch erahnen.